# Detective Conan: Jolly Roger in the Deep Azure
Detective Conan: Jolly Roger in the Deep Azure (jap. 名探偵コナン 紺碧の棺 Meitantei Konan: Konpeki no Jorī Rojā) – japoński film anime wyprodukowany w 2007 roku, jedenasty film z serii Detektyw Conan. Piosenką przewodnią filmu była Nanatsu no umi wo wataru kaze no yō ni (jap. 七つの海を渡る風のように) śpiewana przez Rina Aiuchi & U-ka Saegusa.
Film miał swoją premierę 21 kwietnia 2007 roku w Japonii przynosząc łączny dochód 2,53 mld ¥. W 2008 roku był nominowany do nagrody „Animacja filmowa roku” Nagrody Japońskiej Akademii Filmowej.

## Fabuła
Film rozpoczyna się pościgiem samochodowym Takagiego i Satō, którzy ścigają złodziei z supermarketu noszących maski Lupina i Fujiko. Detektywom udaje się zatrzymać samochód przewracając go, w wyniku czego złodzieje zostają ranni. Jeden z nich mdleje, a drugi spytany o motyw kradzieży wspomina wyspę Kōmijima i Jolly Rogera i traci przytomność. Scena zmienia się ukazując Kogorō Mōriego rozmawiającego z recepcjonistą hotelu na wyspie Kōmijima. Są z nim młodzi detektywi, doktor Agasa, Ran i Sonoko. Kogorō przechwala się, jak zdobył 300 tys. jenów rozwiązując skomplikowaną krzyżówkę, którą w rzeczywistości rozwiązał Conan. Na wyspie jest dość tłoczno, ponieważ pojawiły się pogłoski, że na obszarze tej właśnie wyspie piratki Anne Bonny i Mary Read ukryły swój skarb. Młodzi detektywi postanawiają wziąć udział w poszukiwaniu skarbów, dr Agasa i Kogorō zdecydują się na odpoczynek, a Ran i Sonoko postanawiają nurkować. Podczas nurkowania dziewczyny natykają się na rekiny, które zaatakowały trzech poszukiwaczy skarbów raniąc jednego z nich.
Będąc na wzgórzu, Ai zauważa motorówkę, która z dużą prędkością zmierza w kierunku wsi: dwaj poszukiwacze niosą rannego przyjaciela do szpitala. Ai informuje Conana o wypadku. Oboje zastanawiają Mitsuhiko, Ayumi i Gentę kontynuujących poszukiwanie skarbów i udają się, aby dowiedzieć się szczegółów wypadku. Analizując sytuację, Conan zdaje sobie sprawę, że ktoś wsadził worek rybiej krwi do kombinezonu rannego nurka. Podczas nurkowania ciśnienie wody spowodowało uwolnienie krwi przyciągając w ten sposób stado rekinów. Policja przesłuchała dwóch przyjaciół ofiary.
Dwóch poszukiwaczy skarbów udaje się do sali wystawowej biura turystycznego, aby ukraść miecz i pistolet, które należały odpowiednio do Anne Bonny i Mary Read. Conan podażą za nimi śledząc przestępców. Po napadzie jeden z włamywaczy zostaje postrzelony. Z kwatery głównej policji przyszły wyniki analizy odcisków palców: jeden z dwóch przestępców jest poszukiwany. Tymczasem młodzi detektywi kontynuują poszukiwanie skarbów.

## Obsada
- Minami Takayama jako Conan Edogawa
- Kappei Yamaguchi jako Shinichi Kudō
- Wakana Yamazaki jako Ran Mōri
- Akira Kamiya jako Kogorō Mōri
- Megumi Hayashibara jako Ai Haibara
- Yukiko Iwai jako Ayumi Yoshida
- Wataru Takagi jako Genta Kojima
- Ikue Ōtani jako Mitsuhiko Tsuburaya
- Ken’ichi Ogata jako Dr Hiroshi Agasa
- Naoko Matsui jako Sonoko Suzuki
- Chafūrin jako Inspektor Jūzō Megure
- Kaneto Shiozawa jako Inspektor Ninzaburō Shiratori
- Wataru Takagi jako Wataru Takagi
- Atsuko Yuya jako Miwako Satō
- Ken'yū Horiuchi jako Jōji Iwanaga
- Masayo Kurata jako Kimiko Yamakuchi
- Jōji Nakata jako Mitsushi Matsumoto
- Makiko Omoto jako Chinatsu Mabuchi